# Кула (језеро)
Кула (буг. Язовир Кула) је вештачко језеро на северозападу Бугарске код града Кула по коме је и добило име. Представља највеће вештачко језеро у Видинској области.
Настало је преграђивањем реке Тополовец, захвата површину од 1.567 хектара и запремину од 20,25 милиона кубних метара. Од Куле је удаљено 3 km, од Видина 34 km, од граничног прелаза Вршка Чука 15  km, а од Софије 213 километара. Језеро је повољно за рекреацију и риболов. Преко бране језера пролази локални пут који повезује Кулу са Бојницом. Језеро чини границу између општина Кула и Бојница.
Поред језера Кула, у околини се налазе и друга вештачка језера: Полетковци, Нишора, Извор Махала, Големаново и Градинарско језеро.